# Kamienica Oswalda Findeisena w Katowicach
Kamienica Oswalda Findeisena w Katowicach – neobarokowa kamienica mieszkalno-handlowa, położona przy ulicy 3 Maja 13, na rogu z ulicą Stawową, w Katowicach-Śródmieściu. Wpisana jest ona do gminnej ewidencji zabytków. Po wzniesieniu budynku jego właścicielem był katowicki kupiec Oswald Findeisen.

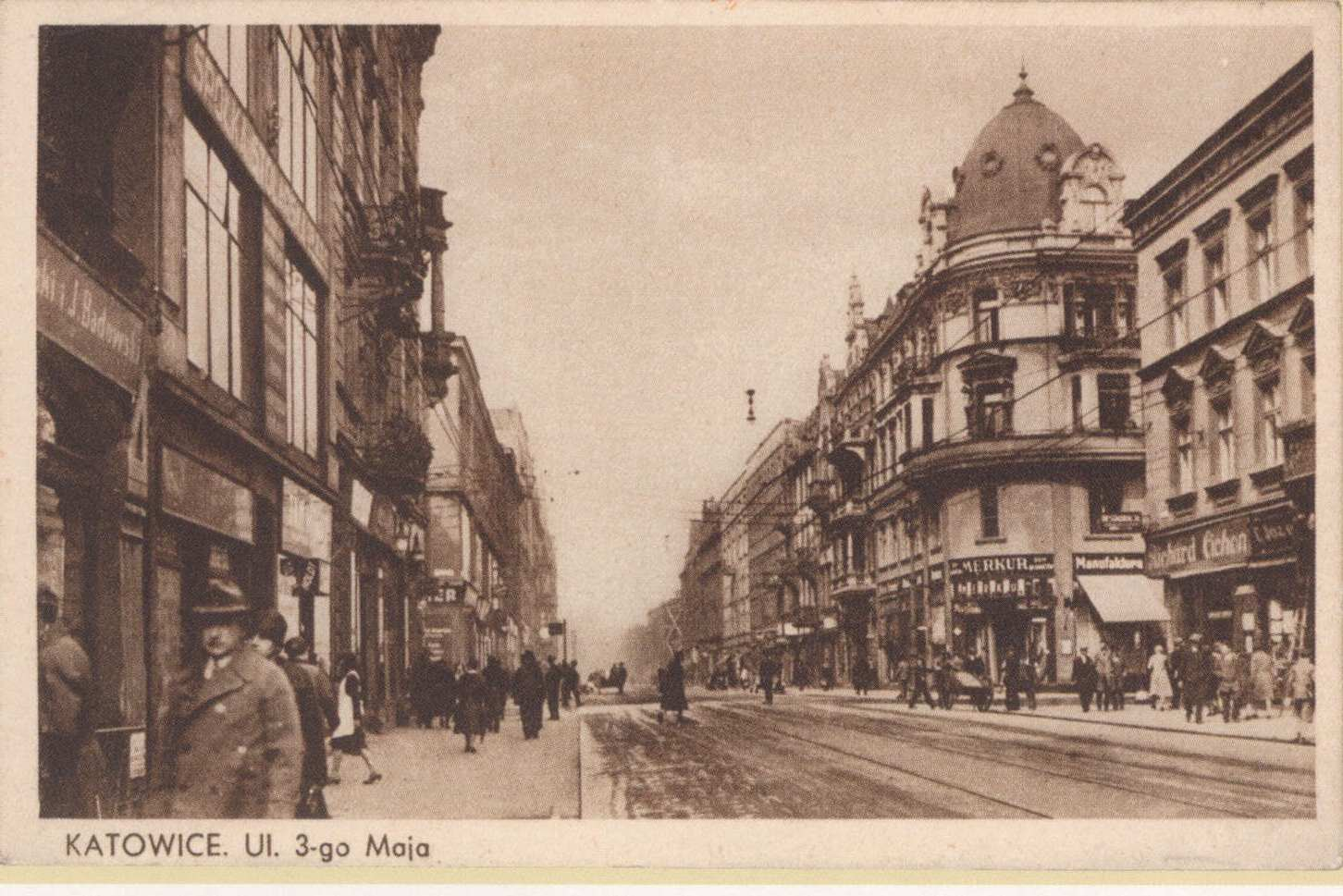
Pocztówka z lat 30. XX wieku; po prawej widoczny fragment kamienicy przy ulicy 3 Maja 13

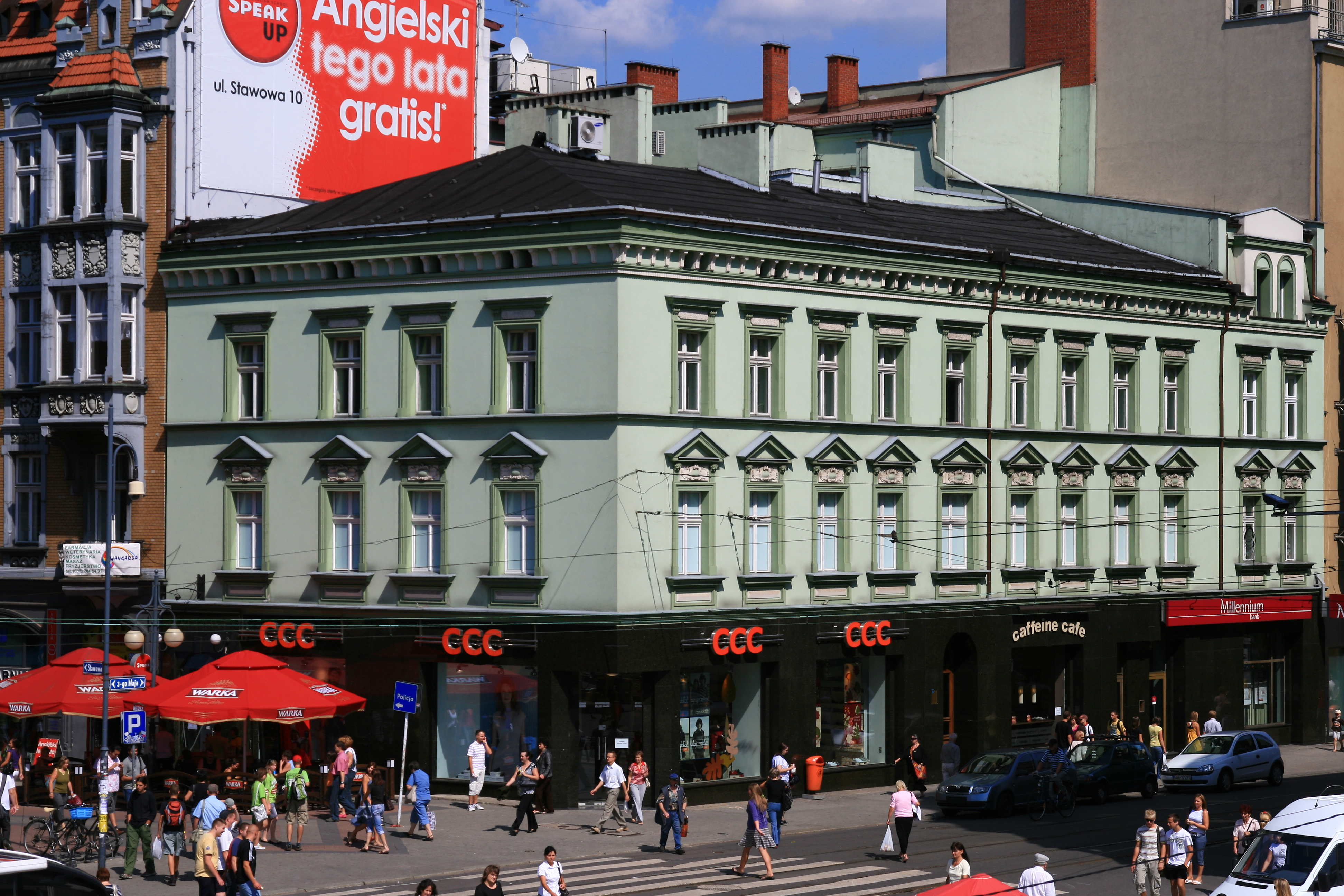
Kamienica przed nadbudową (2008)

Budynek wzniesiono w latach sześćdziesiątych XIX wieku w stylu neobarokowym. Pierwotnie w fasadzie zastosowano boniowanie i styl „okrągłych łuków”. Kamienicę przebudowano prawdopodobnie w latach dziewięćdziesiątych XIX wieku. Nadaną wówczas szatę neorenesansową nosi do dzisiaj. Wzniesiono ją na planie w kształcie odwróconej litery „L”. Trójkondygnacyjna dwuskrzydłowa bryła budynku posiada podpiwniczenie, poddasze, dwuspadowy dach oraz niewielki szczyt w elewacji południowej. Elewacje silnie przebudowano w strefie parteru (południowa – jedenastoosiowa, zachodnia – czteroosiowa). Wszystkie okna są prostokątne, ujęte w profilowane opaski. Na drugiej kondygnacji okna zwieńczono trójkątnymi naczółkami, wspartymi na płycinach z kartuszami. Pod oknami płyciny wypełniono diamentowymi boniami. Na trzeciej kondygnacji okna zamknięto gzymsami wspartymi na konsolach. Kondygnacje oddzielono gzymsem. Kamienica zwieńczona została gzymsem koronującym, wspartym na konsolach. We wnętrzu zachowały się schody dwubiegowe z balustradą tralkową oraz oryginalna stolarka drzwiowa.
Od 1872 swoją siedzibę miała tu firma Louis Bock i Sohn, która oferowała głównie towary delikatesowe oraz skład jubilerski S. Schweida. W dwudziestoleciu międzywojennym funkcjonował tu oddział Poznańsko-Warszawskiego Towarzystwa Ubezpieczeń. W 2011 roku kamienicę nadbudowano. Poddasze zostało dostosowane do celów użytkowych (pomieszczenia biurowe). Autorem projektu przebudowy jest firma Pro-Invest.
W latach po II wojnie światowej przestrzenie handlowe parteru wielokrotnie zmieniały właścicieli. W 2016 roku pomieszczenie narożne zajmował salon obuwniczy CCC, obok były kawiarnia Caffeine Cafe oraz bank Millennium. W 2019 roku w miejscu salonu obuwniczego znajdował się salon odzieży i obuwia sportowego i outdoorowego Mountain Warehouse, a bank Millennium przeniósł się do sąsiedniego budynku narożnego przy ulicy Stawowej 13. Ceny wynajmu powierzchni handlowej w tych budynkach należą do najwyższych w całych Katowicach. 